# 志摩市立図書館

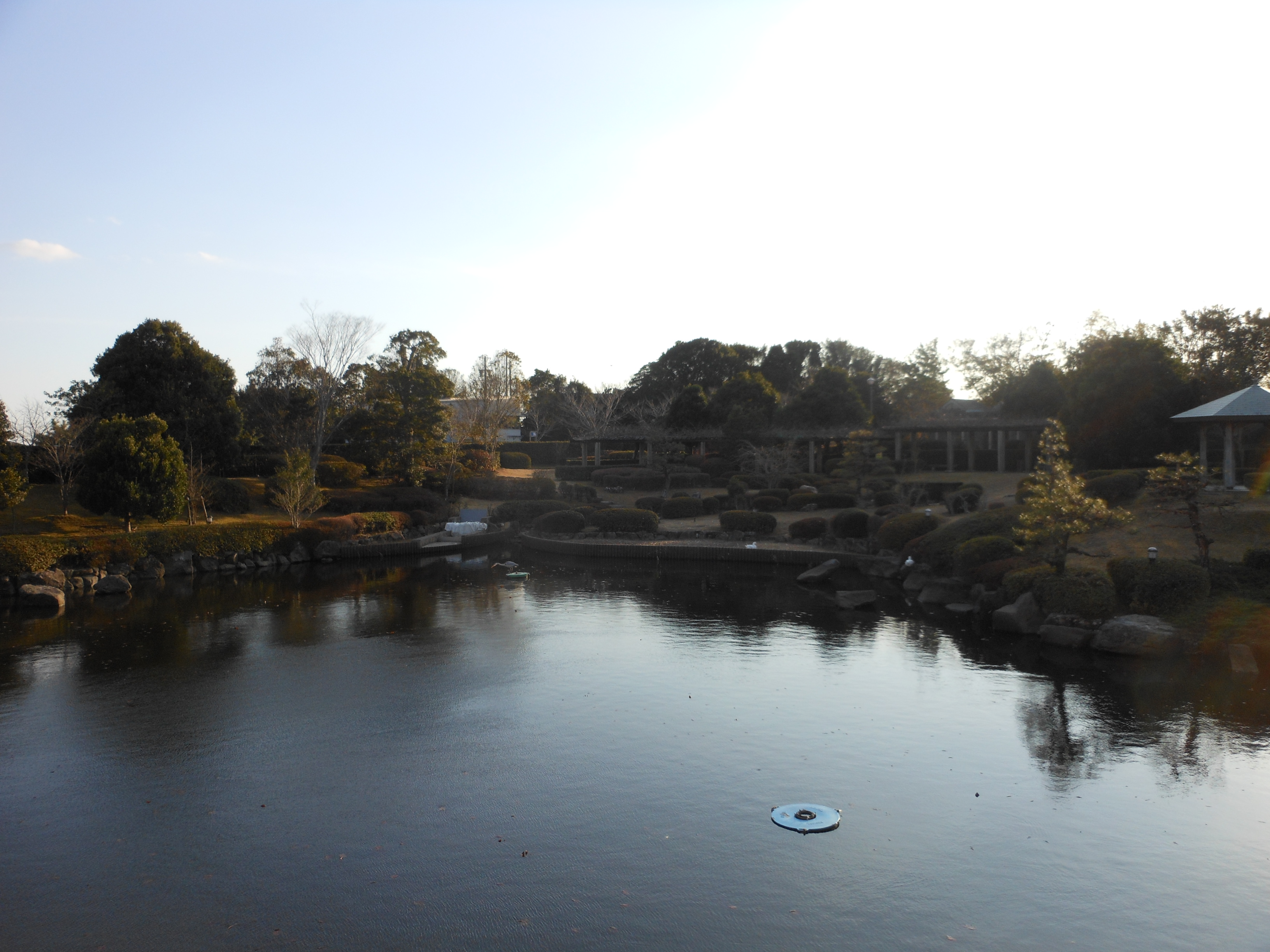
図書館に隣接する庭園

志摩市立図書館（しましりつとしょかん）は、三重県志摩市阿児町神明にある公立図書館である。かつては志摩市立阿児図書館だったが、2010年（平成22年）4月に実施された機構改革により志摩市で唯一の図書館となったため、「阿児」の名が外された。
建物の外観は東京駅をモチーフとして、志摩市内の林設計事務所（中村正明）が設計した。外観は周囲の日本庭園の緑とレンガ張りの図書館が調和し、池の水面に図書館が映る。

## 建物

### 1階
- 一般書架室：294.84m2
- 児童開架室：133.87m2
- AVコーナー：58.90m2
- ハイビジョンシアター52.20m2
- 雑誌コーナー：40.92m2
- 郷土資料室：39.69m2。全国のタウンページも置かれている。
- ブラウンジコーナー：39.69m2
- お話コーナー：24.88m2
- CDコーナー：21.45m2
- 朗読室6.82m2

### 2階
- アートホール：271.49m2
- 展示室：114.03m2
- コンピュータ研修室：114.03m2
- 調光室：63.76m2
- 資料室：50.55m2
- その他：693.45m2（1階部分を含む）

## 利用案内
志摩市内の図書館・図書室の蔵書であれば、いずれでも返却可能。
- 開館時間：9時から19時まで（ただし10 - 3月は18時まで）
- 休館日：火曜日、毎月最終木曜日、特別整理期間、年末年始
- 貸出制限：志摩市に居住・通勤・通学している者、および鳥羽市・度会郡南伊勢町に居住している者。
- 貸出可能点数：図書・雑誌=10冊、ビデオ・DVD・CD・カセット=5点
  - 貸出可能点数は志摩市内の図書館・図書室の合計。
- 貸出可能期間：図書・雑誌=15日間、ビデオ・DVD・CD・カセット=8日間（延長は1回のみ可能）
- 予約、リクエスト、団体貸出、相互貸借可能。
  - 2017年（平成29年）度の相互貸借実績は、他館への貸し出しが1,307件、他館からの借り受けが870件であった[8]。

## 特色
真珠養殖が盛んな土地柄を反映して、真珠に関する蔵書が充実する。また三重県で初めて電子書籍を導入し、郷土資料の電子書籍化を進めている。

### 電子図書館
2013年（平成25年）9月に三重県の図書館で初めて電子書籍の貸し出しを開始した。2012年（平成24年）度にシステム更新をした際に新たに導入したもので、2014年（平成26年）3月時点で日本文学や料理本など535冊を「所蔵」していた。導入当初は月50冊程度の利用があったが、2013年（平成25年）12月以降は月70冊程度で推移している。図書館側は主に若者の利用を想定していたが、実際の利用の申し出は高齢者が多かった。
電子書籍は志摩市立図書館公式サイトにアクセスし、利用者カードの番号とパスワードを入力すると、5冊まで15日間借りることができる。貸出期間を過ぎると自動的に「返却」され、借りた本を読めなくなる。電子書籍は貸出・返却に人員を割く必要がなく、図書の保管場所が不要な上、紙の本のように傷む心配がなく、利用者にとっても文字の拡大縮小が自在で音声読み上げも可能であるなど利点が多い ものの、著作権の壁や購入料金が高いことから蔵書数が少ないのが現状である。志摩市では志摩市歴史民俗資料館の発行冊子の電子書籍化を進め、郷土学習などへの活用を模索している。

### 特集展示
図書館の入り口で特集展示を行っている。展示内容は季節性や話題性を反映したもののほか、市役所の他課と連携し、その課の業務内容に関連した展示を取り入れることもある。普段は閉架書庫にある本も特集展示の際に人目に付くように並べることがある。
展示のディスプレイは、職員が手作りし、新聞紙や端材などを利用する。子供向けのディスプレイをする際は、事件を報じた新聞記事を避けるなどの配慮を行う。

## 歴史

### 開館前史（1908-1991）

#### 三重県初の村立図書館（1908-1928）

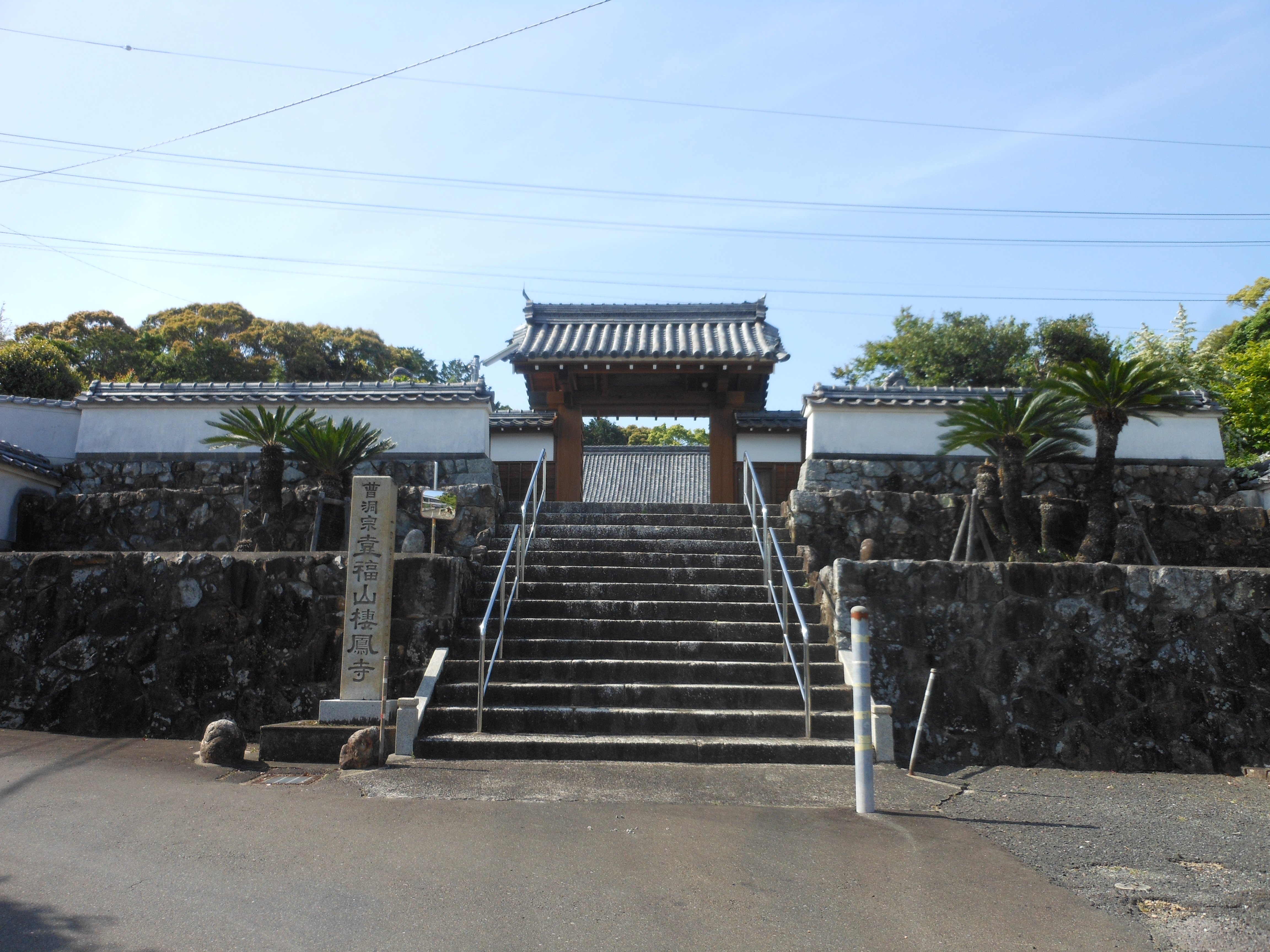
棲鳳寺

1908年（明治41年）8月24日、義務教育が4年から6年へ延長されたことを記念して、志摩郡鵜方村（現・志摩市阿児町鵜方）に村立鵜方図書館が設立された。これは村立としては三重県で最も早くできたものであり、三重県全体でも阿山郡教育会附属図書館（阿山郡上野町、現・伊賀市上野図書館）、交修図書館（宇治山田市、伊勢市立伊勢図書館の源流）、神宮文庫（宇治山田市、現存）、玉滝記念図書館（阿山郡玉滝村、現存せず）、鞆田村教育会附属図書館（阿山郡鞆田村、現存せず）に次ぐ6番目に開館した図書館であった。なお明治時代に開館した三重県の公立図書館は村立鵜方図書館と四日市市立図書館のみである。
村立鵜方図書館は、鵜方尋常小学校（現・志摩市立鵜方小学校）内に設置され、設置準備期間を経て1909年（明治42年）1月1日に正式に開館した。その後、磯部村坂崎（現・志摩市磯部町坂崎）の坂崎尋常小学校の尋常科5・6年生を鵜方尋常小学校が受け入れることが決まり、校地の拡張と校舎の増築が行われ、1911年（明治44年）に増築校舎の中に図書館が移った。開館当時の蔵書数は3,328冊で、立派な蔵書印が押印された。初代館長の森口広吉は図書館活動に熱心に取り組み、近くの棲鳳寺で未生流生花展や名家の色紙展を開催するなど、文化事業も活発に行った。このため「模範村」として表彰を受けている。しかし森口館長の退任後は図書館活動が停滞してしまう。
続いて1914年（大正3年）10月31日に度会郡神原村山原（現・志摩市磯部町山原）に私立神原第二図書館、1924年（大正13年）7月28日に志摩郡的矢村に的矢図書館、同年12月12日に磯部村に皇太子殿下御成婚記念磯部村立磯部図書館が開館している。神原第二図書館は成基尋常高等小学校、的矢図書館は的矢尋常高等小学校、磯部図書館は磯部尋常高等小学校に併設され、いずれの図書館も蔵書数300冊に満たない小規模図書館であった。このうち神原第二図書館は、和漢書60部86冊で開館し、1923年（大正12年）には302部354冊に増加、閲覧者数は350人であった。

#### 開館ラッシュから全館閉館へ（1928-1960）
1928年（昭和3年）5月18日、三重県庁は「市町村立図書館設置奨励ニ関スル件」という訓令を発して図書館の設置を呼び掛け、以降三重県内で図書館の開館が相次いだ。志摩においても1928年（昭和3年）11月30日に越賀村立図書館（越賀村、越賀小学校内）、1929年（昭和4年）5月1日に甲賀村立図書館（甲賀村、甲賀小学校内）、1932年（昭和7年）3月24日に波切町立図書館（波切町、波切小学校内）、1933年（昭和8年）3月31日に立神村立図書館（立神村、立神小学校内）、同年4月2日に私立志島村青年図書館（志島村、志島小学校内）、同年7月20日に片田村立図書館（片田村、片田小学校内）、同年12月12日に和具村立図書館（和具村）が開館した。1933年（昭和8年）に開館した図書館が多いのは図書館令改正が影響している。1937年（昭和12年）の記録によると、蔵書数が多いのは鵜方図書館（4,069冊）、波切町立図書館（1,266冊）、的矢村立的矢図書館（991冊）で、閲覧者数が多いのは和具村立図書館（7,354人）、越賀村立図書館（4,530人）、片田村立図書館（4,160人）であった。こうして図書館の開設が進んだものの、太平洋戦争の戦局が厳しさを増すにつれて有名無実の存在となり、そのまま閉館したものも多かった。
終戦後の混乱を乗り切り、活動を再開した志摩の図書館は、鵜方村立図書館（2,100冊）、的矢村立図書館（300冊）、磯部村立図書館（595冊）、越賀村立図書館（300冊）、甲賀村立図書館（393冊）、波切町立図書館（130冊）の6館であるが、閲覧者数は最も多い的矢村立図書館でも1日10人にすぎなかった。しかし1950年（昭和25年）の図書館法制定により、三重県の図書館は8館まで減少し、志摩から一旦図書館が消滅した。磯部町立図書館が開館するまでの間、志摩の図書館機能は公民館図書室が担うことになる。

#### 磯部町立図書館の設立（1960-1991）

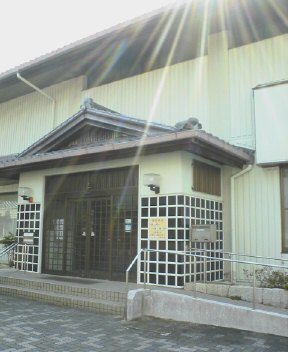
磯部町立図書館

1960年（昭和35年）4月1日、磯部町が磯部町立図書館（現志摩市立磯部図書室）を磯部町公民館内に開設した。図書館法に則った町村立図書館としては三重県初の開設であり、1984年（昭和59年）6月に多度町立図書館（現・ふるさと多度文学館）が開館するまで三重県唯一の町村立図書館であった。開館当時の蔵書数は2,540冊、開館初年度の閲覧者数は1,740人であった。
他の志摩郡4町（阿児町・浜島町・大王町・志摩町）でも公民館から独立した図書館建設の機運が高まったが、実際に完成するには平成時代に入るのを待たねばならなかった。また、大王町・浜島町では図書館設置の動きがあったが、実現しなかった。

### 阿児町立図書館から志摩市立阿児図書館へ（1991-2010）

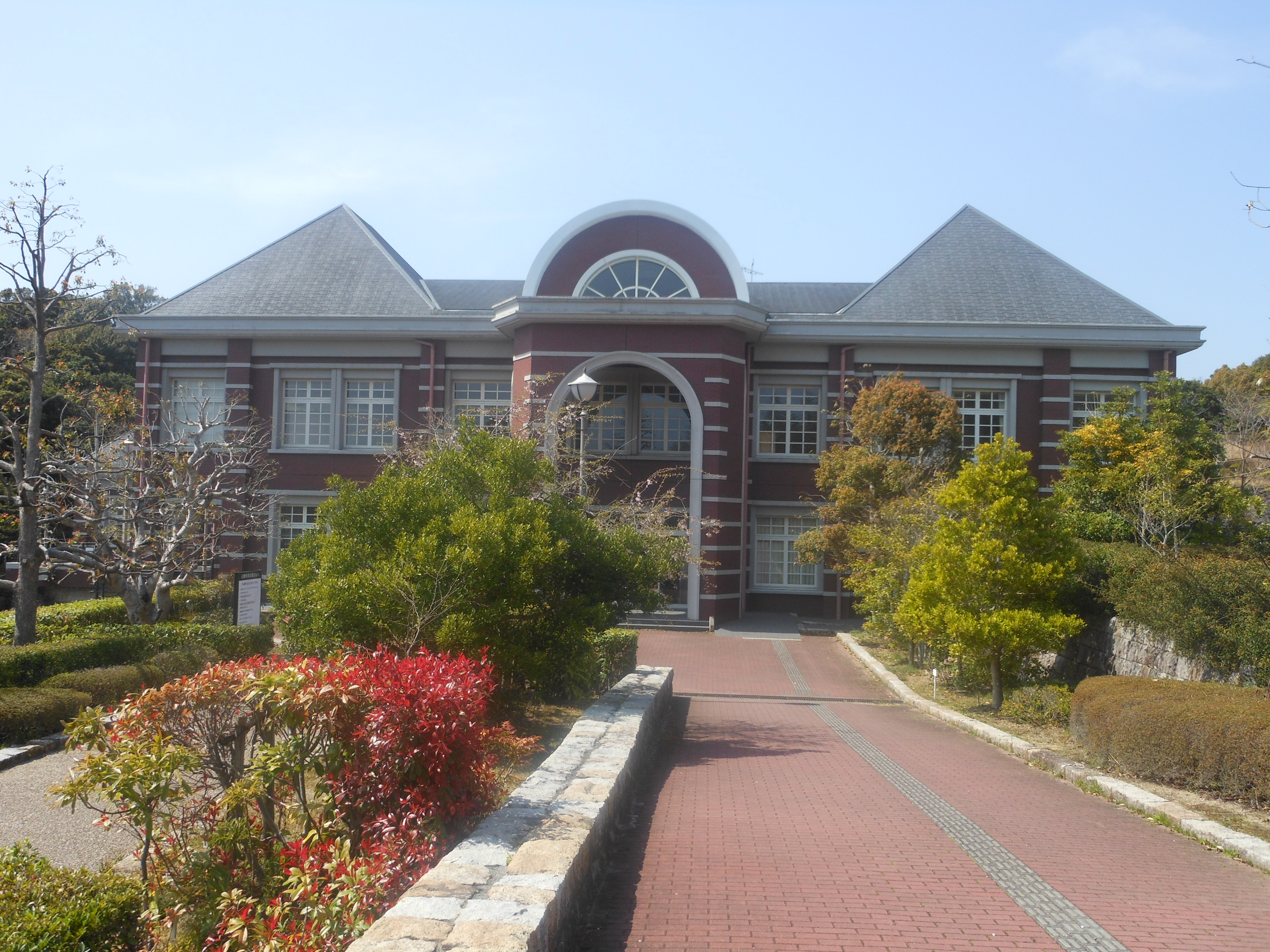
志摩市立図書館

阿児町は、1991年（平成3年）3月31日に阿児文化公園（阿児ふるさと公園）内に阿児町立図書館（愛称：阿児ライブラリー）を開館した。（『図書館年鑑』によると開館日は7月7日である。）阿児町内各大字の公民館図書室がこれまで担ってきた図書館の役割を引き継ぐとともに拡充したもので、住民待望の施設として誕生した。総事業費は13億5658万円であった。1995年（平成8年）10月12日・10月13日には日本図書館協会公共図書館部会と三重県図書館協会の共催で「全国移動図書館・協力事業研究集会」を阿児町立図書館で開催した。また1997年（平成9年）7月1日には、志摩町文化会館（現・志摩市志摩文化会館）内に志摩町立図書館が開館した。
2004年（平成16年）10月1日には志摩郡5町の合併によって志摩市が発足し、磯部町・阿児町・志摩町が設置していた図書館を引き継き、その総称を志摩市立図書館とした。これにより、阿児町立図書館は志摩市立阿児図書館に改称したが、愛称は従来通り「阿児ライブラリー」のままであった。また磯部町立図書館は志摩市立磯部図書館に、志摩町立図書館は志摩市立志摩図書館に改称した。志摩市立図書館としての発足当初は貸出利用カードや貸出冊数はそれぞれの図書館で異なっていたが、どの図書館で借りた図書でも返却を受け付けるようになった。志摩市立阿児図書館の2004年（平成16年）度の蔵書数は106,779冊、貸出冊数は148,497冊であった。
2008年（平成20年）4月から指定管理者制度を導入する予定で準備が行われていたが、市民団体「考えよか志摩の図書館」が勉強会を開催し、2007年（平成19年）6月の志摩市議会で多くの議員から質問や慎重な検討を求める声が相次いだ結果、導入に向けた条例改正案は取り下げられた。

### 志摩市立図書館時代（2010-）
2010年（平成22年）4月1日に志摩市立阿児図書館は「志摩市立図書館」となった。同年度の蔵書数は190,291冊、貸出冊数は160,634冊であった。2012年（平成24年）度に図書館システムの更新を行い、その目玉事業として、2013年（平成25年）9月、電子書籍の「貸し出し」を東海3県で3番目、三重県で最初に開始した。
2016年（平成28年）5月17日から5月31日まで、隣接する志摩市阿児アリーナが第42回先進国首脳会議（伊勢志摩サミット）の警備拠点となったことに伴い臨時休館した。ただし市民向けには「蔵書の点検などのため」と説明していた。2019年（平成31年）4月1日より改修工事のため休館に入った。事業費は5億4千万円の予定で、改修後に開催される第76回国民体育大会（三重とこわか国体）では選手控室として利用する計画がある。代替施設として同年4月24日に隣接する志摩市阿児アリーナの事務所前に図書約2,600冊を備えた図書コーナーが設置された。

## 阿児資料館（1994-2012）
1994年（平成6年）7月に阿児町立阿児資料館として阿児町立図書館2階に開館、2004年（平成16年）に志摩市立阿児資料館に改称した後、2012年（平成24年）に閉館した。常設展をアートギャラリーで開催していた。以下の資料を保管・展示していた。所蔵資料は志摩市歴史民俗資料館へ移行した。
- 芸術資料（絵画285点【うち、阿児町ゆかりの岩中徳次郎作品276点】）
- 民俗資料：187点
- 真珠資材：阿児町で真円真珠の養殖が初めて成功したことから機械、道具、真円真珠、母貝、写真、関連法規等338点を保存。
- 埋蔵文化財、諸文書

## 図書室

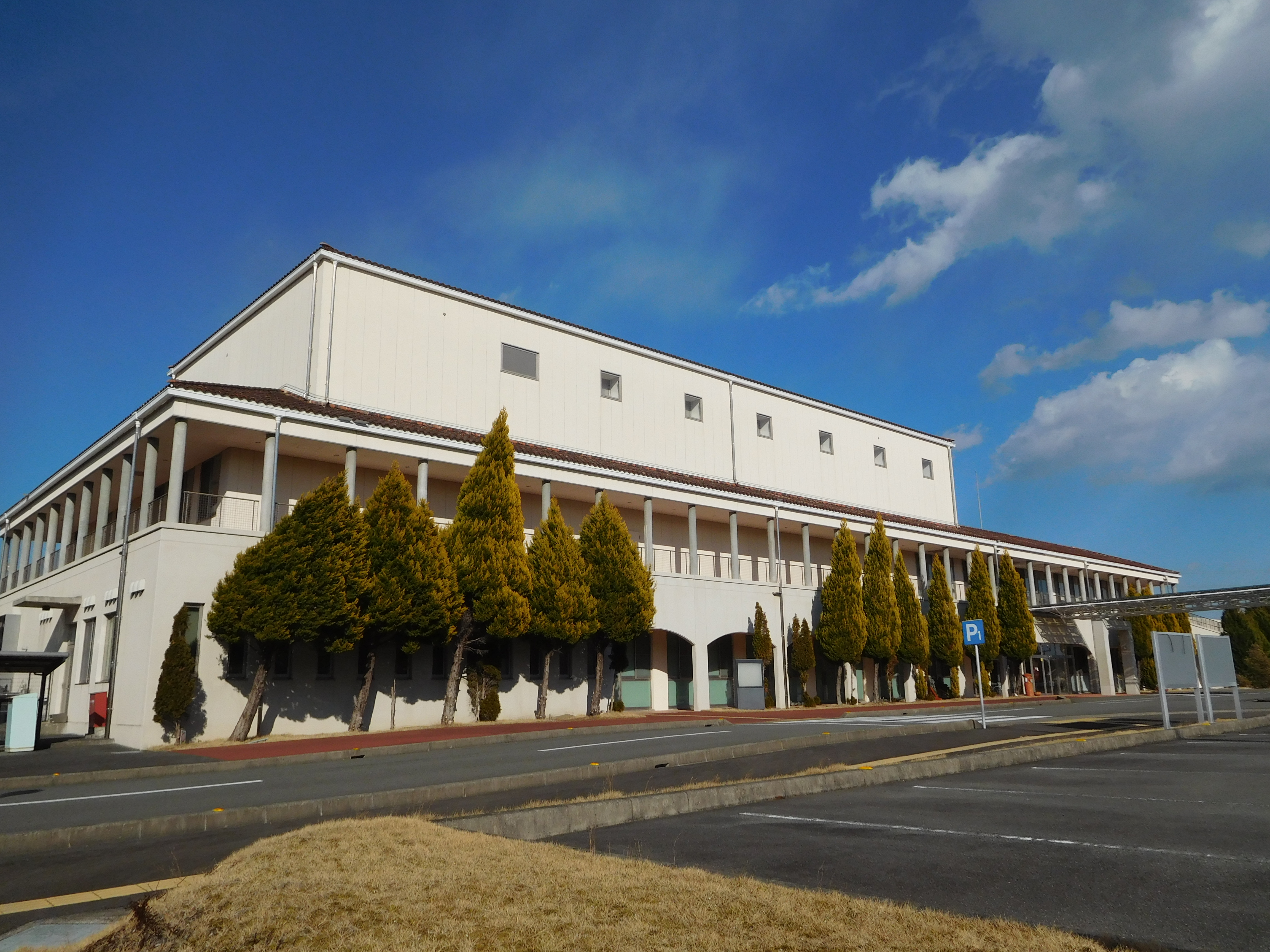
志摩市歴史民俗資料館

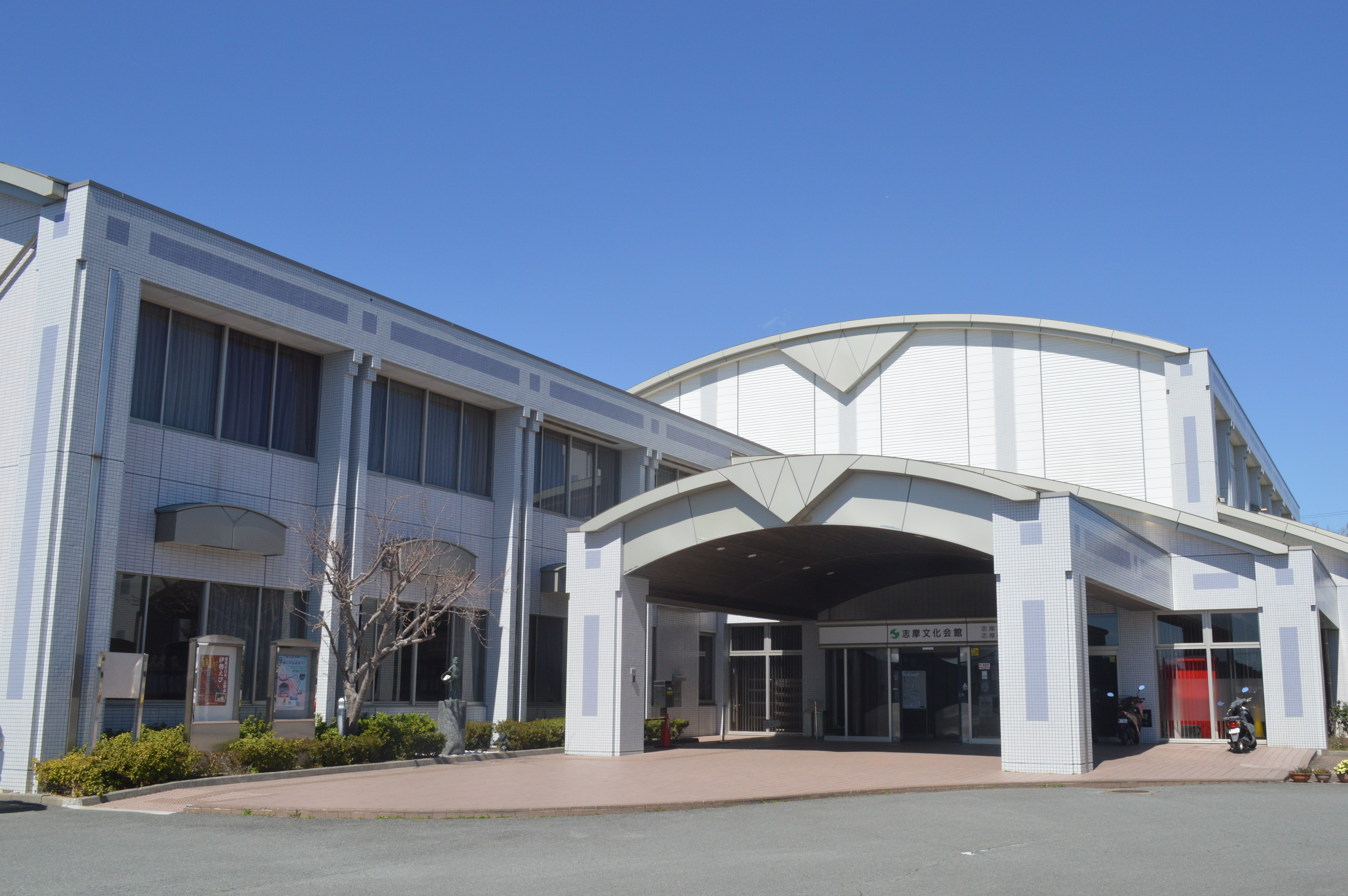
志摩市志摩文化会館

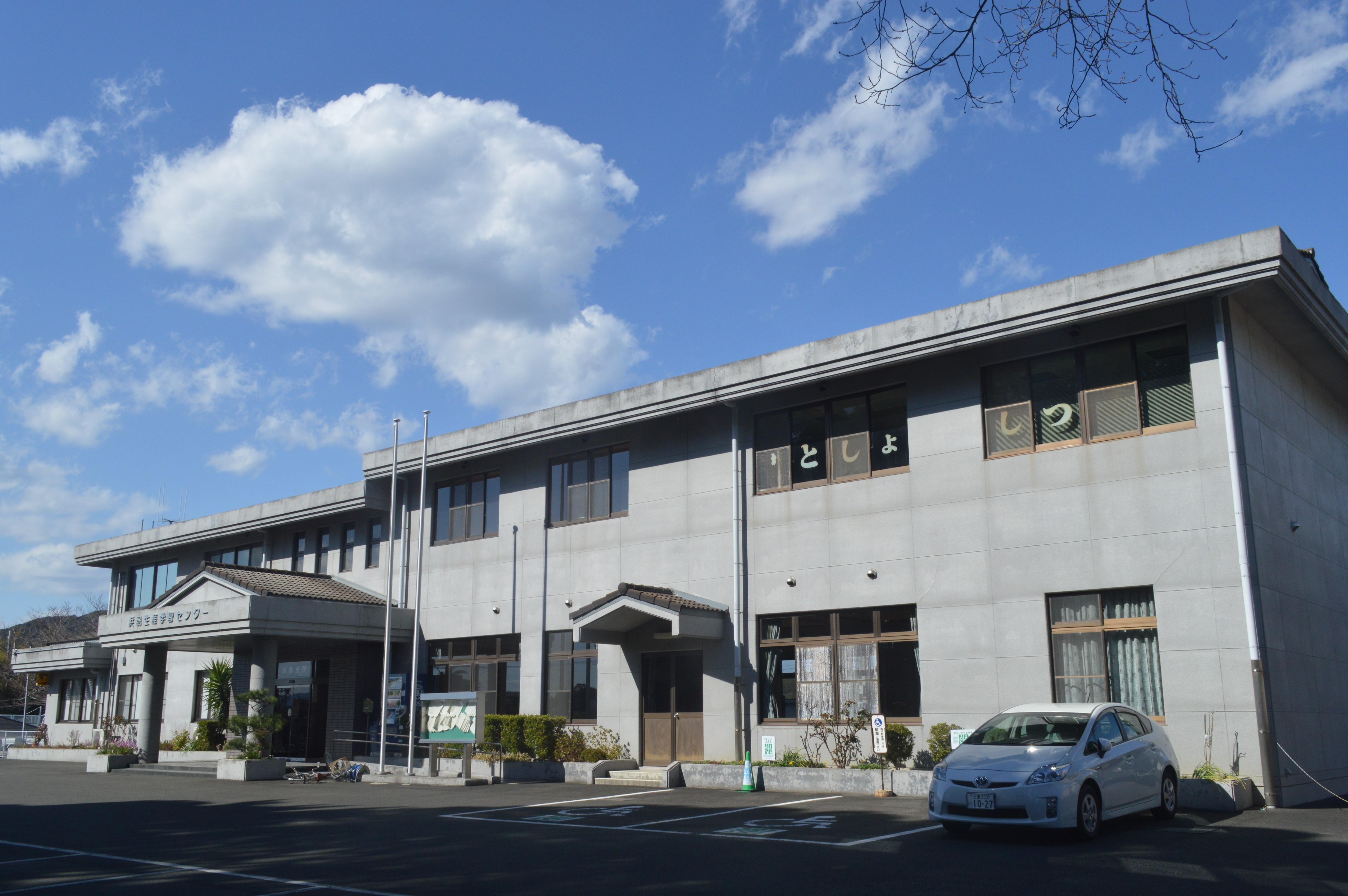
浜島生涯学習センター

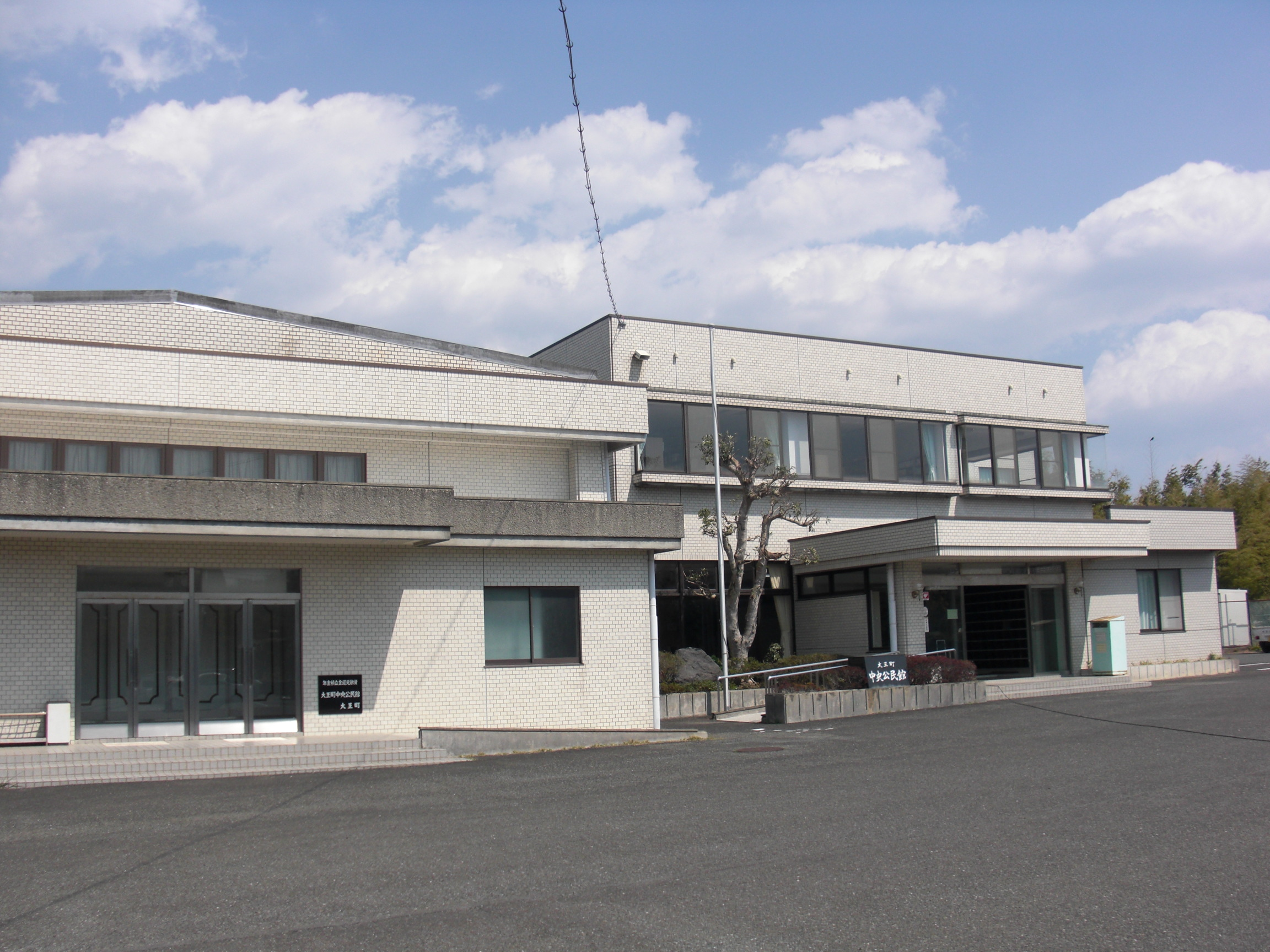
大王公民館

「志摩市立図書館の設置及び管理に関する条例」第2条第2・3項で規定されており、磯部町・志摩町・浜島町・大王町の公共施設の1室に設置している。2014年（平成26年）度の4図書室全体の蔵書数は約8万3千冊、貸出冊数は約3万8千冊である。
条例上は4図書室はすべて同格である が、運用上は2010年（平成22年）まで図書館であった磯部・志摩図書室は浜島・大王図書室とは取り扱いに差が付けられ、磯部・志摩図書室のみ三重県図書館協会の施設会員となっていたり、『広報しま』でイベント情報が掲載されたりしている。

### 磯部図書室
志摩市歴史民俗資料館を参照。かつては「志摩市立磯部図書館」であった。

### 志摩図書室
志摩市志摩文化会館を参照。かつては「志摩市立志摩図書館」であった。

### 浜島図書室
浜島生涯学習センターの2階にある。靴を脱いで中に入る。
- 所在地：〒517-0404 三重県志摩市浜島町浜島755
- 休館日：月曜日、特別整理期間（2月1日 - 2月11日）、年末年始（12月28日 - 1月4日）
- 構造：鉄筋コンクリート造2階建
- 工費：地方債2億4000万円、一般財源1億3557万3000円

面積
- 敷地面積：2972m2
- 建物面積：563.04m2
- 延床面積：992.29m2

沿革
1977年（昭和52年）1月20日に浜島町の中央公民館が竣工、2階に図書室を設置したが、直接の前身は1994年（平成6年）2月28日の浜島町立浜島生涯学習センター内に開設された図書室である。（『図書館年鑑』によると開館日は4月1日である。）2002年（平成14年）4月1日からは図書館司書を配置して本格的に図書館業務を開始、2004年（平成16年）10月1日に志摩市立浜島生涯学習センター図書室となる。2010年（平成22年）4月1日には志摩市立図書館浜島図書室と改称した。

### 大王図書室
大王公民館（旧大王町立中央公民館）内にある。
- 所在地：〒517-0603 三重県志摩市大王町波切3902-2
- 蔵書数：8,420冊（平成5年3月末現在、三重県立図書館の移動文庫500冊を含む。）
- 休館日：月曜日、特別整理期間（2月1日 - 2月11日）、年末年始（12月28日 - 1月4日）
- 貸出冊数：1,495冊（平成3年度実績）
- 面積：1,228.98m2[44]

沿革
1984年（昭和59年）3月に大王町立中央公民館が完成し、図書室を開設。2004年（平成16年）10月1日の志摩市発足により、大王公民館図書室と改称、さらに2010年（平成22年）4月1日には志摩市立図書館大王図書室となる。2016年（平成28年）4月15日から6月3日まで休館した。

## 周辺
近鉄志摩線鵜方駅より徒歩約20分、三重交通路線バス阿児アリーナバス停より徒歩約1分である。駐車場は113台分ある。
- 志摩市阿児アリーナ
- 志摩市立文岡中学校
- 阿児ショッピングセンター（イオン阿児店）
- 志摩自動車学校